# Парміджана з баклажанів
Парміджана (італійською: [parmiˈdʒaːna]), також називається parmigiana di melanzane [parmiˈdʒaːna di melanˈdzaːne; -ˈtsaːne], melanzane alla parmigiana [melanˈdzaːne; -ˈtsaːne ˌalla parmiˈdʒaːna] або пармезан з баклажанів — це італійська страва, яка готується зі смажених, нарізаних скибочками баклажанів, покритих сиром і томатним соусом, а потім запікається. Походженням страви вважають південні регіони Калабрії, Кампанії, Апулії та Сицилії. Інші варіації, знайдені за межами Італії, можуть включати курку, яловичину або інший тип м’ясної котлети чи овочевої начинки.

## Історія
Існує кілька версій походження страви. Найчастіше його винахід приписують Пармі, Сицилії або Кампанії. Справа в Пармі полягає в тому, що парміджана відноситься до Парми, тому що там виробляють сир Парміджано-Реджано. Сицилійські автори їжі мають кілька різних пояснень сицилійського походження. За словами автора Піно Корренті, слово parmigiana походить від сицилійського слова, що означає плетений рукав, який використовувався як для винних пляшок, так і для гарячої запіканки в якій страва готувалася та подавалася. Автори Мері Тейлор Сіметі, Вінсент Скіавеллі та деякі інші пишуть, що назва походить від сицилійського слова жалюзі, palmigiana. Скошені горизонтальні планки жалюзі нагадували б шарування скибочок баклажанів у блюді. Письменник Франка Колонна Романо Апостоло припускає, що назва парміджана походить з Сицилії, що сицилійською мовою означає перська.
Автор Кліффорд А. Райт стверджує, що доводи Парми не є переконливими, оскільки Парміджано-Реджано вже широко торгували з XIV століття. Парміджано-Реджано також не був важливим інгредієнтом оригінальної страви. Оскільки баклажани вперше були представлені на Сицилії та інших південних регіонах, більш імовірно, що страву з баклажанів було винайдено саме там. Нарешті, страва популярна в Кампанії загалом, зокрема в Неаполі, а також на Сицилії та Калабрії, але не в Пармі. Райт вважає твердження про сицилійське походження спекулятивним, оскільки немає доказів на його підтримку.
Райт простежує походження парміджана до Неаполя. Предок сучасної страви згадується в кулінарній книзі Вінченцо Коррадо Il cuoco galante з 1786 року. Його рецепт описував баклажани, приправлені маслом, травами, корицею, іншими спеціями та тертим сиром Парміджано-Реджано, які потім покривали вершковим соусом з яєчних жовтків перед запіканням у духовці. Сучасна версія з Парміджано-Реджано та томатним рагу як ключовими інгредієнтами з’являється кількома роками пізніше в кулінарній книзі Іпполіто Кавальканті Cucina teorico-pratica, яка була опублікована в Неаполі в 1837 році. За словами Райта, це свідчить про те, що ця страва розвивалася в Неаполі в цей період часу, який збігся зі зростанням популярності помідорів в італійській кухні. Автор Марлена Шпілер погоджується з неаполітанським походженням страви з тих же причин.

## Підготовка
Страва складається з нарізаних баклажанів, обсмажених на пательні в олії, прошарованих томатним соусом і сиром та запеченим у духовці.
У деяких варіантах нарізану начинку перед смаженням занурюють у збиті яйця та обвалюють у борошні або панірувальних сухарях. У деяких рецептах використовуються тверді терті сири, такі як пармезан, а в інших використовуються більш м’які плавкі сири, такі як моцарела або ж поєднання обох сирів.

## Італійські варіації
У Козенці парміджану готують зі смаженими цукіні та запеченими баклажанами. Його зазвичай готують шарами з тертою свіжою моцарелою та тертим парміджано-реджано.
У Неаполі пармезану також готують з цукіні або артишоків замість баклажанів.

## Міжнародні варіації
Варіанти, приготовані з панірованими м’ясними котлетами, такими як телятина та курка, були популярні в інших країнах, як правило, в районах італійської імміграції. У таких регіонах оригінальну страву можна назвати баклажанами парміджана, щоб відрізнити її від м’ясних версій.
У Сполучених Штатах і Канаді парміджану з курки та телятини часто подають як основну страву, часто з гарніром з пасти. Куряча парміджана також подається як начинка для сендвіча підводний човен. Замість цього іноді використовується альтернативна англізація пармезан, а скорочена форма парм більш поширена. Використання м’яса як альтернативи баклажанам походить із Сполучених Штатів, де на це вплинули подібні італійські страви. Подібна страва з телятини відома італійською як cotoletta alla bolognese (дослівно – котлети з болоньєзе), яка виключає томатний соус, але містить плавлений сир пармезан і прошутто. Costolette Parmigiana (котлети з пармезану) — ще одна подібна страва з телятини, проте в Італії його зазвичай подають без соусу чи сиру.
Куряча парміджана також є поширеною стравою в Австралії, і її часто подають із чипсами чи салатом. В Австралії, де назву часто скорочують до парма або пармі, вона також може містити різноманітні начинки, зокрема нарізану шинку чи бекон.
В Аргентині та інших сусідніх країнах Південної Америки телятину або куряче м’ясо у парміджані покривають шинкою та подають з картоплею фрі. Він відомий як milanesa a la napolitana (міланеза а-ля неаполітанська). Якщо справа подається з смаженим яйцем, то воно називається Milanesa a caballo (Міланеза а кобальєро), але без томатного соусу.
В Англії замість томатного соусу використовують свинину або курку, заправлену соусом бешамель.

## Дивіться також
- Список страв з баклажанів
- Список страв з телятини
- Карне піцайола